# Global Combat Air Programme
Global Combat Air Programme (GCAP), deutsch etwa: Globales Luftkampfprogramm, ist ein 2022 vereinbartes britisch-italienisch-japanisches Programm zur Entwicklung eines Systems eines bemannten Mehrzweckkampfflugzeugs der sechsten Generation.
Bei der britischen und italienischen Luftwaffe soll es den Eurofighter Typhoon ersetzen, bei den japanischen Luftstreitkräften den Mitsubishi F-2. Die Briten hatten ihre Arbeiten mit der BAE Tempest begonnen.
Im Jahr 2023 wurde aus der Vereinbarung von 2022 formell ein Abkommen. Ende 2024 wurde ein Gemeinschaftsunternehmen mit Sitz in London gegründet. Darin sind die drei Länder zu gleichen Teilen vertreten. Das Unternehmen Edgewing handelt in Abstimmung mit der auf staatlicher Ebene gegründeten GCAP International Government Organisation (GIGO).
Die beteiligten Unternehmen sind BAE Systems, Leonardo S.p.A. und Mitsubishi Heavy Industries.
Im 2023 wurden bei BAE die ersten Teile für einen Technologieträger mit den Triebwerken des Eurofighter hergestellt. Ende 2024 wurde die Fertigstellung dieses Flugzeugs bis 2027 erwartet. Die später daraus entwickelten Flugzeuge würden neue Triebwerke erhalten.